# Labarrère
Labarrère è un comune francese soppresso e frazione del dipartimento degli Alti Pirenei della regione dell'Occitania. Dal 1º gennaio 2016 si è fuso con il comune di Castelnau-d'Auzan per formare il nuovo comune di Castelnau-d'Auzan-Labarrère.

## Società

### Evoluzione demografica
Abitanti censiti